# Grzbietopłat
Grzbietopłat – statek powietrzny w układzie jednopłata o skrzydłach zamocowanych w górnej części kadłuba, ale nie wystających powyżej jego obrysu w rzucie bocznym. W tym układzie skrzydło jest zamocowane niżej niż w  górnopłacie a wyżej niż w średniopłacie.

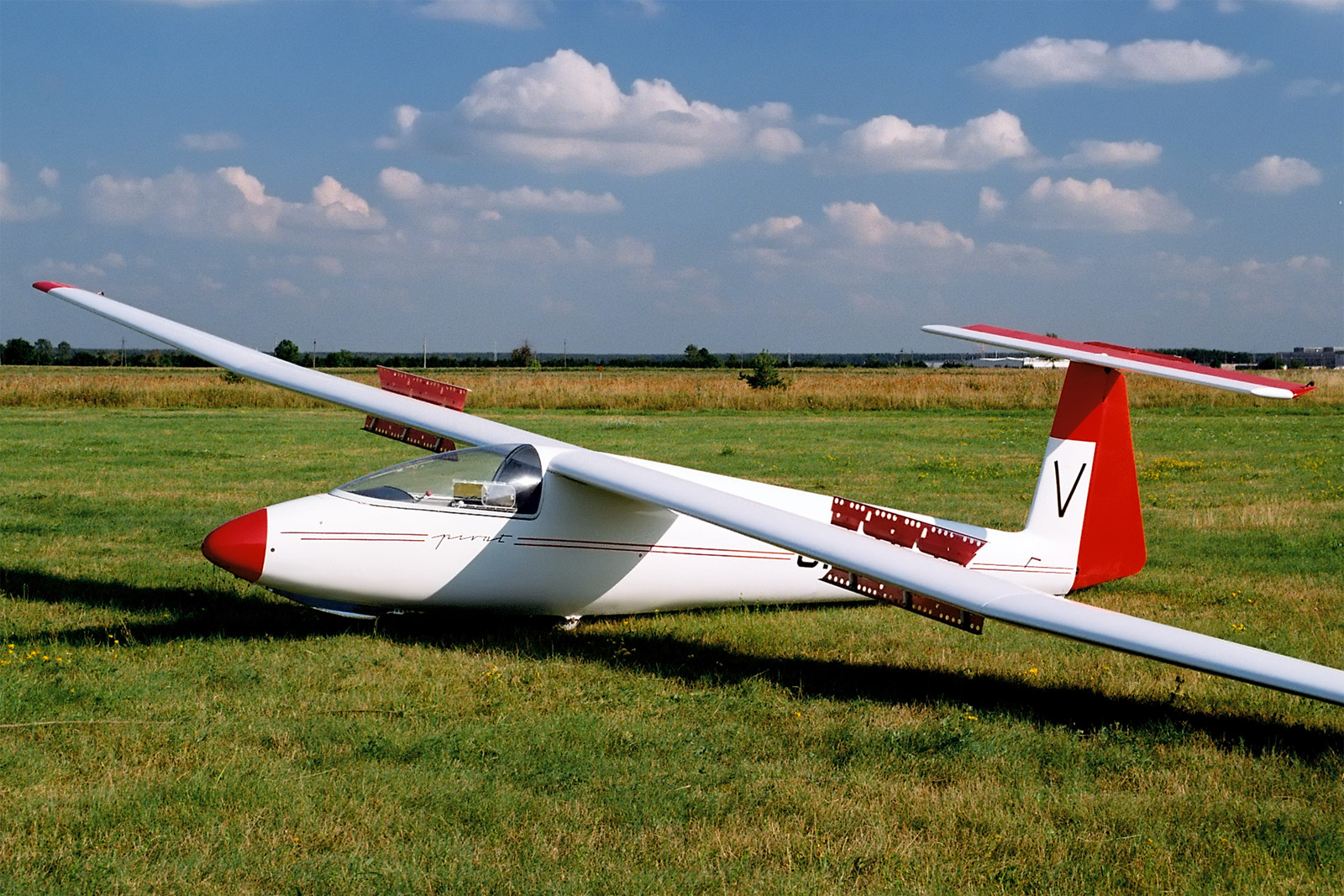
Polski szybowiec SZD-30 Pirat w układzie grzbietopłata

Schemat grzbietopłata

Zaletą tego układ jest to, że dźwigar skrzydłowy przechodzi przez górną część kadłuba i w znikomym stopniu ogranicza przestrzeń kabiny. Ponadto wszystkie elementy wzdłużne skrzydła (dźwigary i podłużnice) przenoszące moment gnący, mają swoje odpowiedniki w kadłubie. W znacznym stopniu poprawia to wytrzymałość całego układu dzięki lepszemu scaleniu dużych elementów konstrukcyjnych. W małych, jednosilnikowych samolotach gwarantuje dobry widok z kabiny pilota do przodu i na boki. Przy takim układzie siła nośna skrzydeł jest znacznie wyżej niż środek ciężkości samolotu, co poprawia sterowność i stateczność. Przekłada się to także na skrócenie rozbiegu i dobiegu samolotu. Skrzydło, umieszczone wysoko nad ziemią, daje możliwość łatwego zamontowania silnika ze śmigłem. 
Wadą, szczególnie w konstrukcjach wielosilnikowych, jest bardziej złożona budowa podwozia i konieczność zabudowy gondoli dla podwozia głównego. Również problemem jest zaburzenie opływu powietrza zespołu skrzydło – kadłub, gdyż przepływ poprzeczny wokół kadłuba zwiększa kąt natarcia. Ograniczenie widoczności do tyłu w locie prostolinijnym oraz w dół podczas wykonywania zakrętów sprawia, że rzadko jest stosowany w myśliwskich samolotach bojowych. Istnieją jednak wyjątki od tej reguły. Grzbietopłatami są radzieckie myśliwce przechwytujące MiG-25 i MiG-31. Również amerykański samolot pokładowy F-14 został zbudowany w tym układzie.
Korzystne właściwości aerodynamiczne powodują, że jest szeroko stosowany w szybowcach.

## Galeria

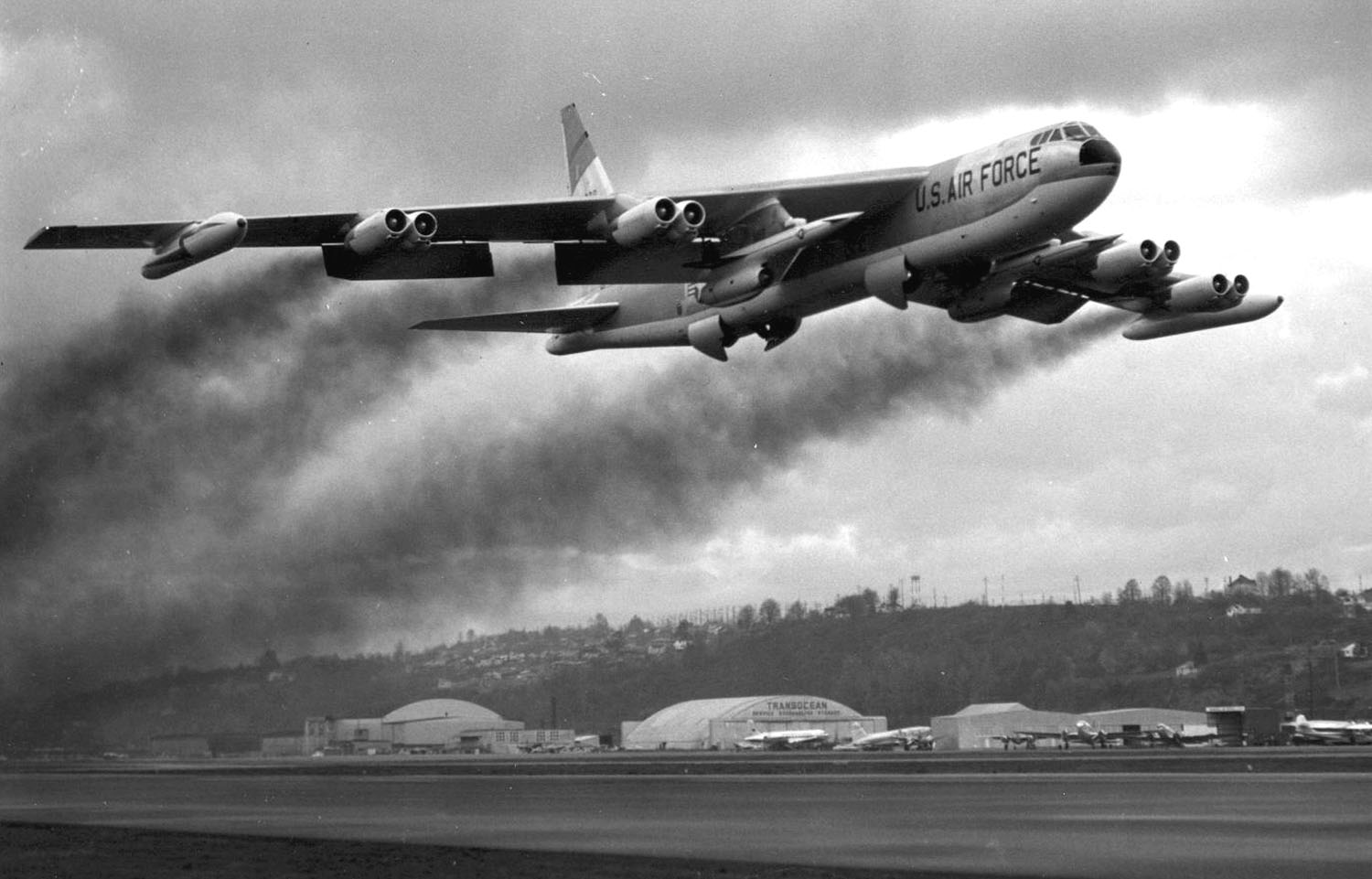
Boeing B-52F Stratofortress
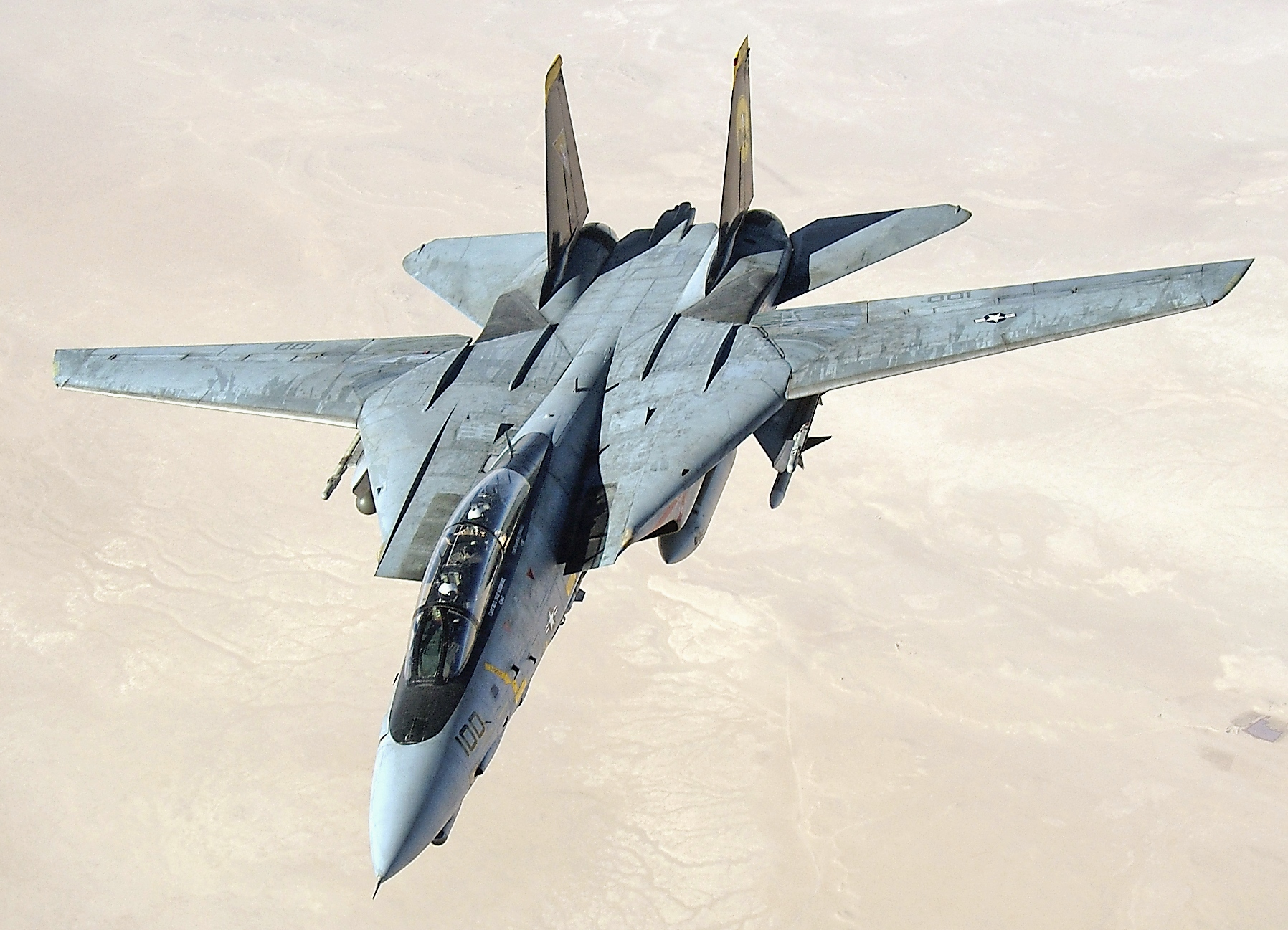
Grumman F-14 Tomcat
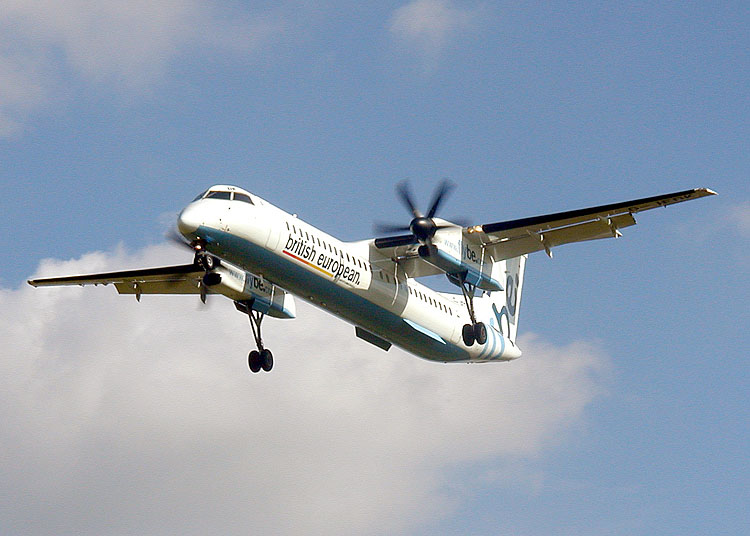
Bombardier Dash 8
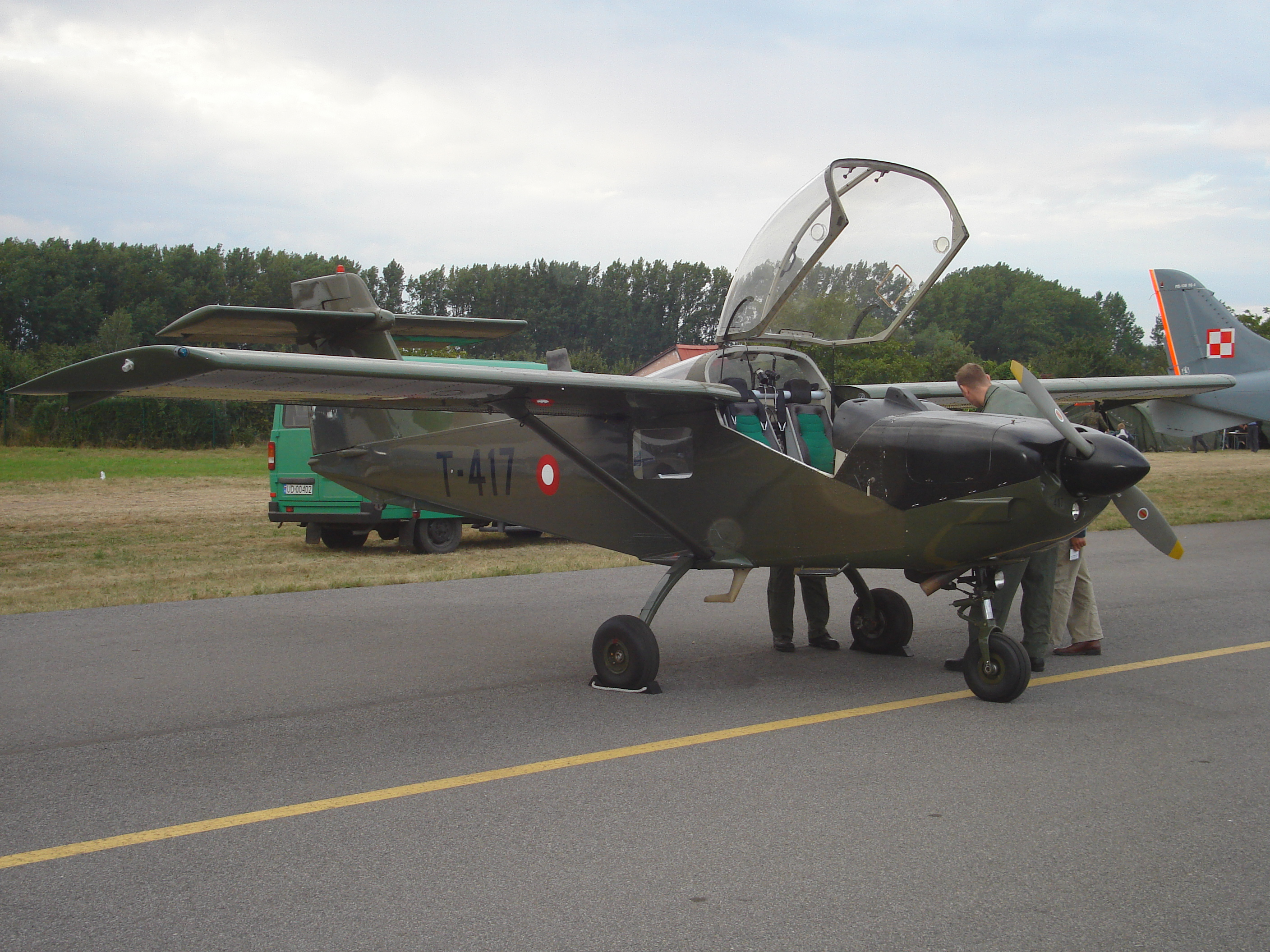
Saab Safari
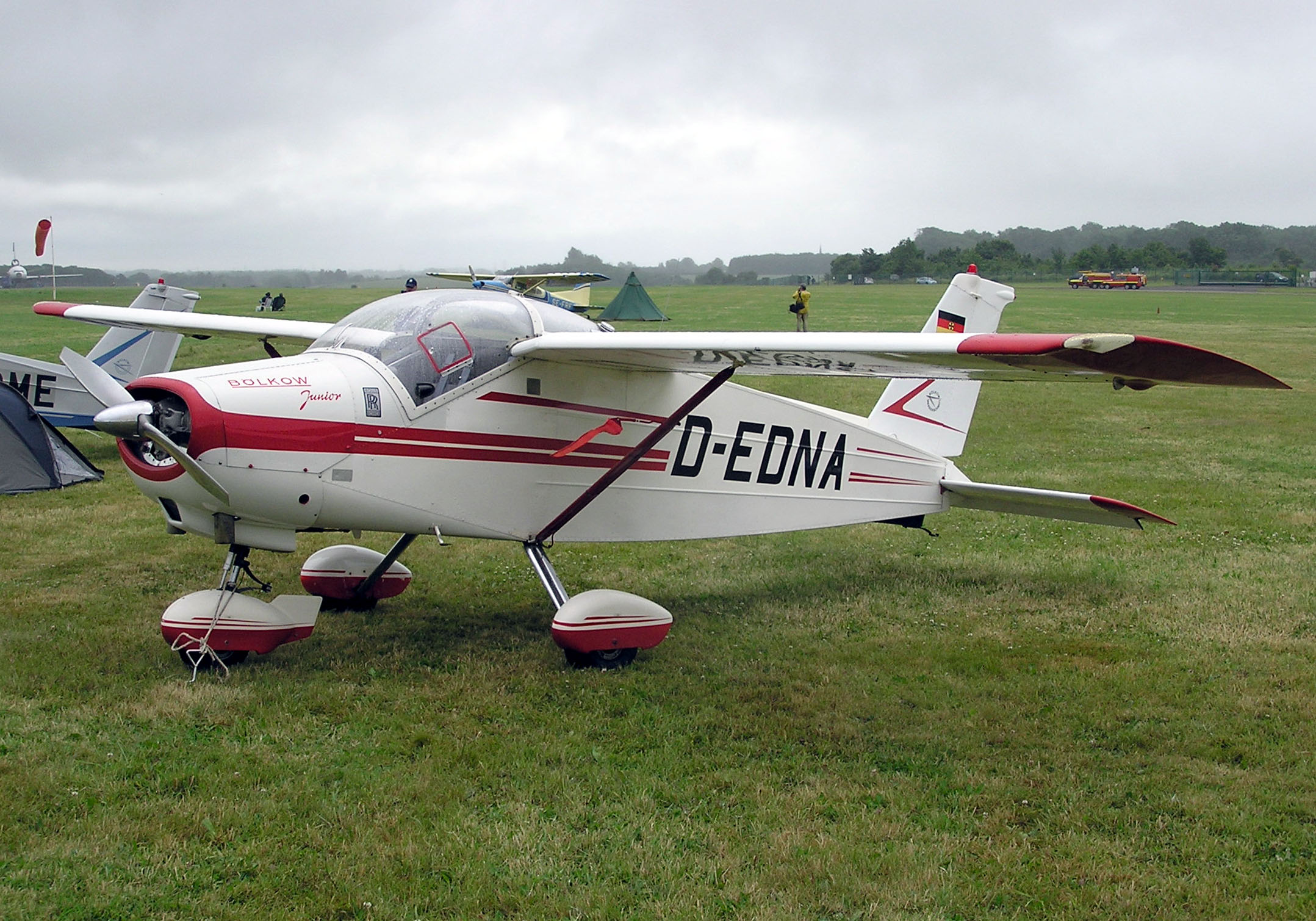
Bölkow Bö 208 Junior
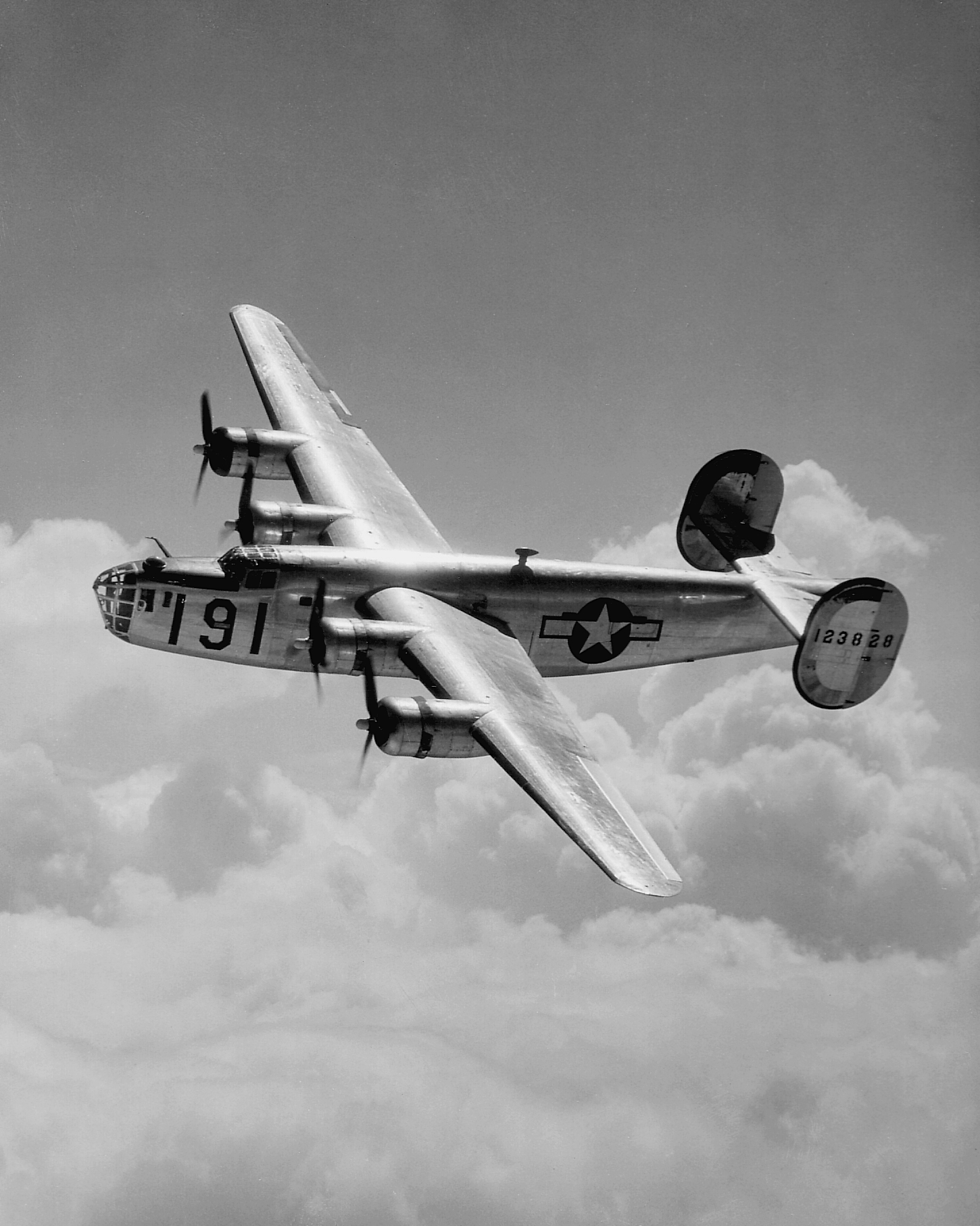
Consolidated B-24 Liberator
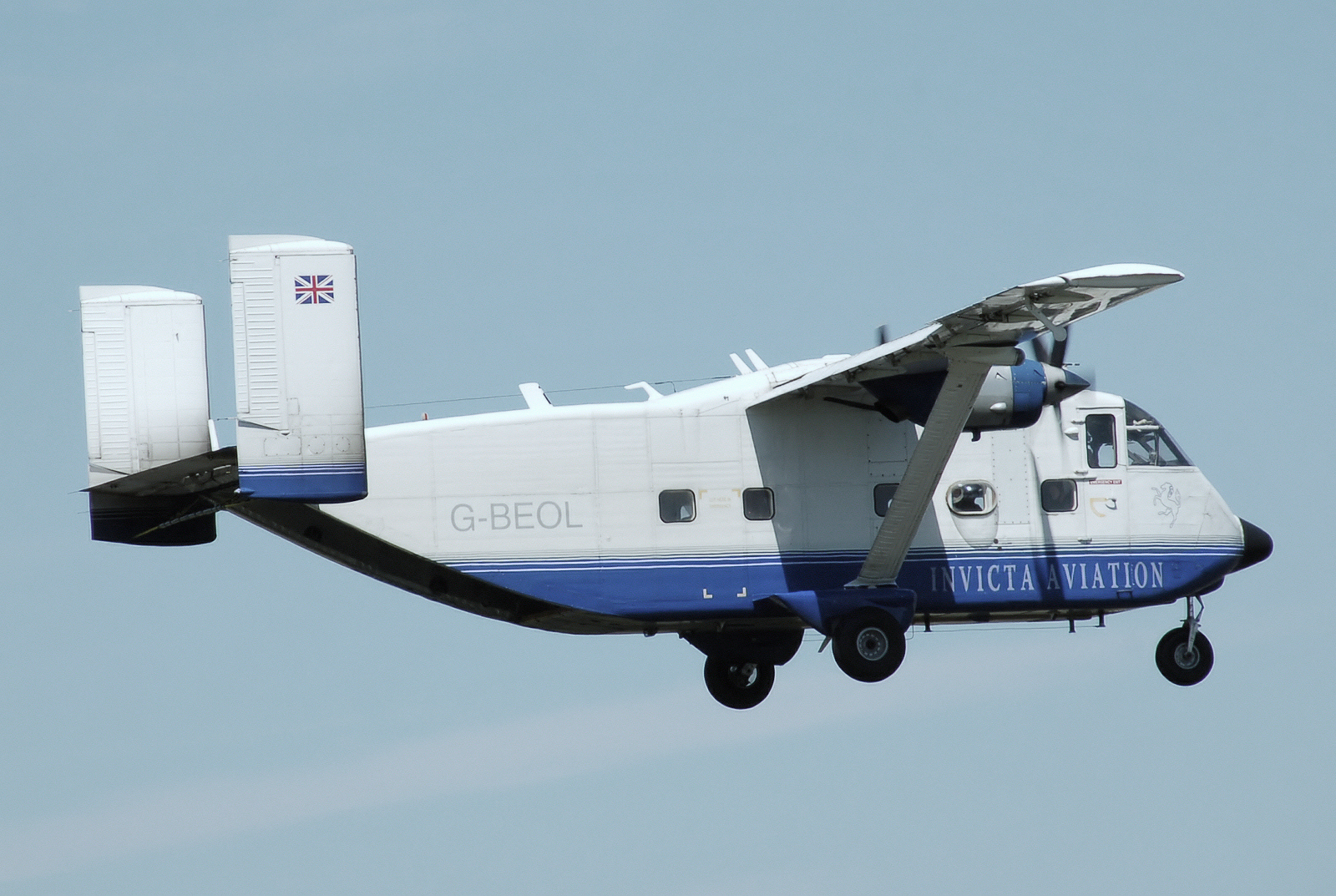
Short SC.7 Skyvan
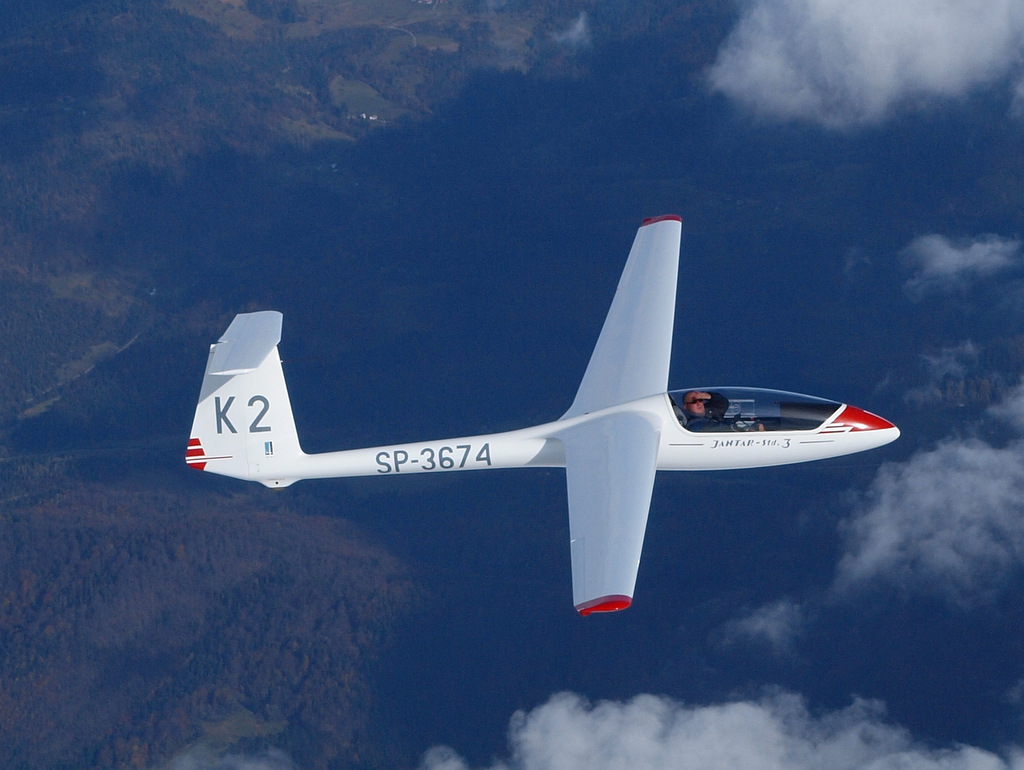
SZD-48 Jantar Standard 3